# Раба-Вижна (гміна)
Гміна Раба-Вижна (пол. Gmina Raba Wyżna) — сільська гміна у південній Польщі. Належить до Новотарського повіту Малопольського воєводства.
Станом на 31 грудня 2011 у гміні проживало 14376 осіб.

## Площа
Згідно з даними за 2007 рік площа гміни становила 88.28 км², у тому числі:
- орні землі: 55.00%
- ліси: 38.00%

Таким чином, площа гміни становить 5.99% площі повіту.

## Населення
Станом на 31 грудня 2011:
| Опис     | Загалом | Загалом | Чоловіки | Чоловіки | Жінки | Жінки |
| -------- | ------- | ------- | -------- | -------- | ----- | ----- |
| одиниця  | осіб    | %       | осіб     | %        | осіб  | %     |
| все      | 14376   | 100     | 7180     | 49.94    | 7196  | 50.06 |
| міське   | 0       | 100     | 0        |          | 0     |       |
| сільське | 14376   | 100     | 7180     | 49.94    | 7196  | 50.06 |

## Сусідні гміни
Гміна Раба-Вижна межує з такими гмінами: Йорданув, Йорданув, Любень, Новий Тарґ, Рабка-Здруй, Спитковіце, Чорний Дунаєць, Яблонка.